# Kevin Séraphin
Kevin Eddy Ambroise Séraphin (* 7. Dezember 1989 in Cayenne, Französisch-Guayana) ist ein ehemaliger französischer Basketballspieler.

## Karriere
Séraphin wuchs in Französisch-Guayana auf und kam im Alter von 15 Jahren zum Basketballsport. Zuvor spielte er Fußball. 2015 wechselte er in die Jugend von Poitiers Basket 86 und ein Jahr später zu Cholet Basket. In Cholet gab er im Spieljahr 2007/08 seinen Einstand in der französischen Liga. 2010 wurde er mit Cholet französischer Meister. Er erzielte in der Meistersaison 6,2 Punkte und 4,2 Rebounds je Begegnung. Bei der NBA-Draft 2010 wurde er zunächst von den Chicago Bulls ausgewählt, jedoch kurze Zeit später für Kirk Hinrich und die Draftrechte an Uladsimir Weramejenka eingetauscht. In seinem ersten Jahr kam er nur sporadisch zum Einsatz, Trainer Flip Saunders hatte ihm als Bedingungen für Einsätze auferlegt, Englisch zu lernen und sein Körpergewicht zu verringern. Séraphin sprach zu Beginn seiner Zeit in den USA kein Englisch, was er rückblickend als die größte Schwierigkeit bei der Eingewöhnung in der NBA erachtete. Ab seinem zweiten Jahr war Séraphin ein wichtiger Spieler der Wizards-Rotation. In seinem dritten Jahr erzielte er dabei 9,1 Punkte und 4,4 Rebounds.
Während des Lockout 2011 spielte Séraphin beim spanischen Erstligisten Caja Laboral.
Séraphin blieb bis 2015 bei den Wizards. Im August 2015 unterschrieb er einen Vertrag bei den New York Knicks. In der Saison 2016/17 spielte er für die Indiana Pacers. 2017 unterschrieb er einen Vertrag beim spanischen Erstligisten FC Barcelona. Aufgrund einer Knieverletzung musste der Franzose das Spieljahr 2017/18 vorzeitig beenden, bis dahin hatte er in 14 Spielen der spanischen Liga im Durchschnitt 10,9 Punkte sowie 3,9 Rebounds erzielt. In der EuroLeague brachte er es auf 12,1 Punkte je Begegnung. In seinem zweiten Jahr in Barcelona gingen Séraphins Werte zurück: In der Liga kam er auf 7,6 und in der EuroLeague auf 8,9 Punkte pro Einsatz. Er gewann mit Barcelona 2018 und 2019 jeweils den spanischen Pokalwettbewerb.
In der Sommerpause 2019 wechselte er zu den Xinjiang Flying Tigers nach China, bestritt aber verletzungsbedingt kein Spiel. Im Oktober 2020 gab er wegen anhaltender Kniebeschwerden das Ende seiner Profilaufbahn bekannt. Séraphin widmete sich bereits während seiner Basketballkarriere der Musik. Diese Tätigkeit übte er nach dem Ende seiner Basketballzeit beruflich aus und kümmerte sich unter anderem um die Betreuung von Musikern. Des Weiteren wurde er beruflich im Gastgewerbe tätig. Im Januar 2024 wurde Séraphin Berater des französischen Drittligisten Poissy Basket Association. Im Sommer 2024 übernahm er bei dem Verein das Manageramt.

## Nationalmannschaft
Séraphin gab 2011 seinen Einstand in der französischen Basketballnationalmannschaft. Bei der Basketball-Europameisterschaft 2011 gewann er mit Frankreich die Silbermedaille. Er bestritt 47 Länderspiele für Frankreich.